# サイレントノイズ
『サイレントノイズ』（原題：White Noise）は、2005年に公開されたイギリス・アメリカ合衆国・カナダ合作のホラー映画。超常現象のEVP(電子音声現象)を題材とした作品である。

## ストーリー
著名な建築家であるジョナサン・リバースは、妻で作家のアンナと息子のマイクの3人で幸せな日々を送っていた。
アンナの妊娠がわかった日、ジョナサンは妻の帰りを待っていたが何時になっても帰ってこない。そのとき、突然ラジカセからノイズが聞こえた。翌日アンナの車が川のそばで見つかり、彼女は行方不明になる。妻の生存を祈っていたが、彼の前に現れたレイモンド・プライスという男からアンナが死んだことを聞かされる。彼によると、EVPという死者の映像と声を録音し交信する方法で彼女の死を知ったという。ジョナサンは信じようとしなかったが、次の日プライスの言うとおりアンナの遺体が川から引き上げられる。
半年後、妻を亡くしたショックを引きずりながらも、再出発するため引っ越したジョナサンだが、仕事中にエレベータが止まるとアンナから電話がかかってくる。帰宅したジョナサンはアンナの携帯を調べるが電源が入っていなかった。深夜、留守番電話にアンナからのメッセージが入っており、再生するとノイズの中に女性の声のような音が聞こえるが、再生が終わるとメッセージは消えてしまった。プライスの家を訪ねたジョナサンは、そこで先客のサラ・テイトと会う。プライスからEVPについて聞いた彼は、アンナの声を録音したEVPを聞かされる。ジョナサンは、アンナと交信しようとEVPを試し、何回か録音するとスージーと呼びかける女性の声を聞くことができた。その声を調べるため、プライスの家で聞くと突然謎の声が流れた。プライスによるとそれは悪霊の声で、気にしなくていいとジョナサンに言う。だが、次の日彼に呼ばれて家に行ったジョナサンは、プライスが死亡しているのを見つける。
ジョナサンはプライスからEVPを引き継ぎ、自宅で録音作業を行うことにしたがなかなか録音されない。霊媒師に相談すると、EVPをやめるように言い、彼女はウィロー通りに聞き覚えがないかジョナサンに聞くが、彼には見当もつかなかった。EVPを続けていたジョナサンは、自分が初めて録音した声がスージー・トムリンソンという女性の名前を話していることがわかった。彼女の家を訪れると2日前に亡くなった祖母の声だというが、録音が聞こえたのは1週間前からだったのでまだ生きていたことになり、彼は不思議に感じる。さらにEVPには、女性の助けを求める声とともに、ウィロー通りという霊媒師から言われた言葉が録音されていた。ウィロー通りと呼ばれる場所に向かうと車が事故を起こし横転していた。車内から女性が赤ん坊を助けるようジョナサンに頼み、彼が赤ん坊を助けた直後、電柱の電圧器が落下し、車に電流が流れ女性は死亡する。
EVPは死者との交信だけでなく、予知もできると確信したジョナサンは、EVPに録音されていた声の主のメアリーという女性を助けることができるかもしれないと考える。サラとEVPを調べると、録音された人物は死亡すると推測する。直後、サラの映像と声が流れ、死の恐怖に怯える彼女にジョナサンは付き添うことにした。だが少し目を離した隙に、彼女はバルコニーから落下してしまう。彼女は一命を取り留め、ジョナサンはスミッツ刑事から事情を聞かれた後、家に戻るとEVPにアンナの声と彼女が死亡した16埠頭の映像が流れていた。スミッツ刑事に連絡し、急いで16埠頭に向かったジョナサンは、廃墟にメアリーがいると思い上に登っていくと、EVPを行った痕跡があった。そして彼は拘束されたメアリーを見つけるが、そこにはアンナから電話がかかってきた日にいた工事作業員がいた。彼は悪霊の言葉通りにアンナを殺し、メアリーも殺そうとしていた。メアリーを助けようとしたジョナサンは悪霊にとらわれ、悪霊が去ると作業員は彼女を殺そうとするが、駆けつけたスミッツ刑事ら警察によって作業員は射殺される。メアリーとサラは助かったが、ジョナサンは建物から転落し死亡していた。ジョナサンの葬儀後、車のラジオからは息子に謝る彼の声が聞こえていた。

## キャスト
| 役名                 | 俳優                         | 日本語吹替 |
| -------------------- | ---------------------------- | ---------- |
| ジョナサン・リバース | マイケル・キートン           | 江原正士   |
| アンナ・リバース     | チャンドラ・ウェスト         | 北西純子   |
| サラ・テイト         | デボラ・カーラ・アンガー     | 山像かおり |
| レイモンド・プライス | イアン・マクニース           | 石住昭彦   |
| ジェーン             | サラ･ストレンジ              |            |
| マイク・リバース     | ニコラス・エリア             |            |
| スミッツ刑事         | マイク・ドプド               | 木下浩之   |
| 作業員               | ミッチェル・コスターマン     | 谷昌樹     |
| メアリー・フリーマン | スザンヌ・リスティク         |            |
| ミラベル・キーガン   | キーガン・コナー・トレイシー |            |

## スタッフ
- 監督：ジェフリー・サックス
- 製作：ポール・ブルックス、ショーン・ウィリアムソン
- 製作総指揮：サイモン・ブルックス、スティーブン・ヘジェス、スコット・ニーマイヤー、ノーム・ウェイト
- 脚本：ニーアル・ジョンソン
- 撮影：クリス・シーガー
- 音楽：クロード・フォイジー
- 編集：ニック・アーサーズ
- 衣裳：カレン・L・マシューズ